# Allegoria della Fede cattolica

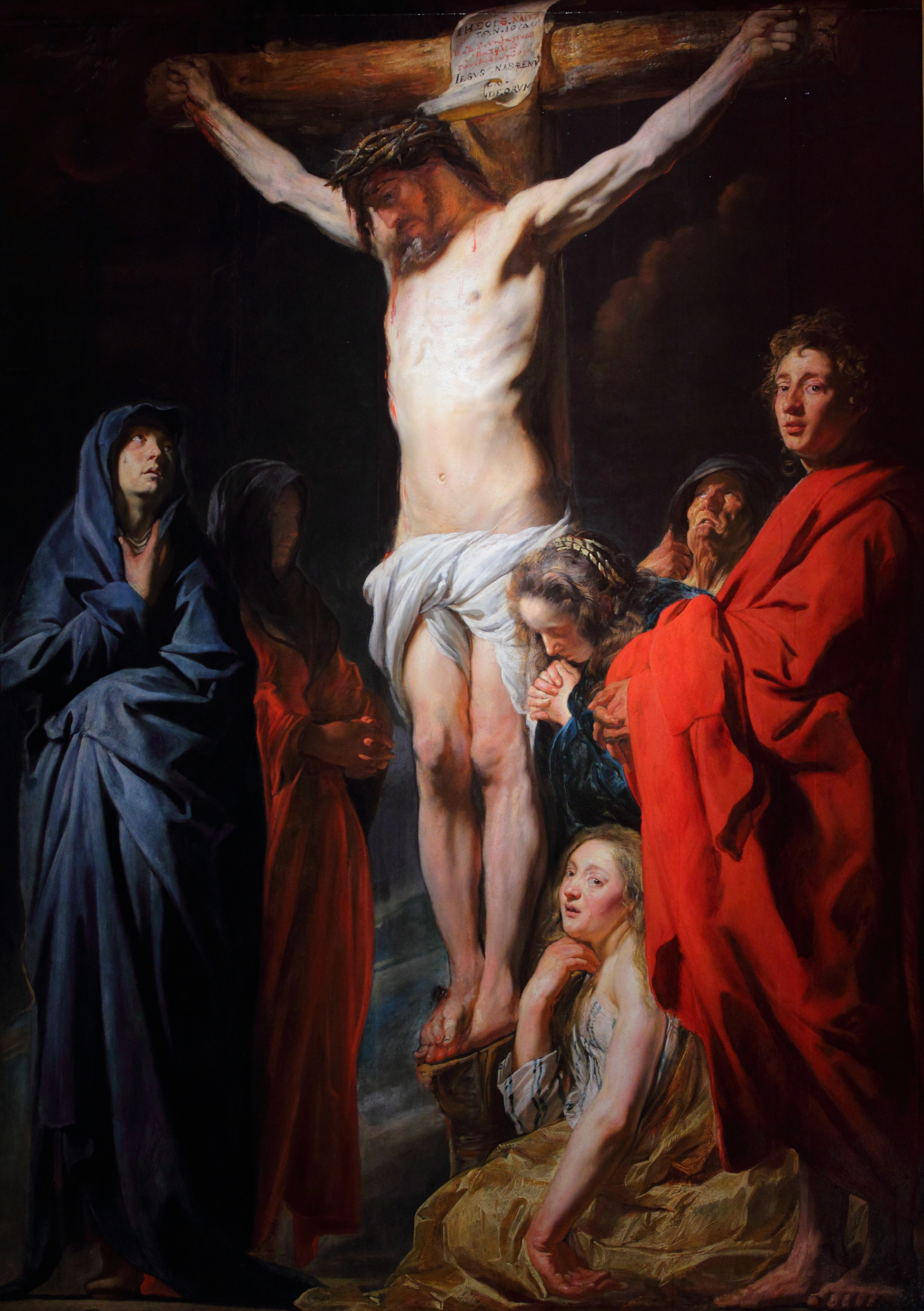
Il dipinto di Joardaens

L'Allegoria della Fede cattolica è un dipinto a olio su tela (114,3x88,9 cm) di Jan Vermeer, databile al 1671-1674 circa e conservato nel Metropolitan Museum of Art di New York.

## Storia
L'opera fu in asta ad Amsterdam il 22 aprile 1699 tra la collezione del protestante defunto Herman Stoffeltz. van Swoll, dove raggiunge il prezzo vertiginoso di 400 fiorini. Per confronto, all'asta di gran parte delle opere di Vermeer del 1696, l'opera oggetto della maggiore offerta fu la Veduta di Delft per 200 fiorini. L'Allegoria passò per le mani di vari collezionisti privati, finché non fu donata al museo americano da Michael Friedsam.
Stilisticamente l'opera è collocata nella maturità avanzata del pittore. Non si hanno notizie dell'ipotetico committente cattolico per cui dovette essere dipinta. Una certa predominanza del tema legato all'eucaristia ha fatto pensare a una possibile destinazione gesuitica dell'opera.

## Descrizione
La scena si svolge in una stanza del tutto simile a quella rappresentata nell'Allegoria della Pittura, con una tenda istoriata a motivi zoomorfi e vegetali sulla sinistra. La Fede, una donna seduta a ridosso di un altare con indosso un abito bianco e blu (simboli di luce e di cielo), porta una mano al petto in segno di ispirata e viva devozione e rivolge un intenso sguardo in alto, dove sta una sfera di cristallo, in cui si specchiano magistralmente alcuni oggetti della stanza: si tratta di un simbolo di difficile scioglimento, forse derivato da un libro del 1636 del gesuita Willem Hesius, in cui la sfera di vetro, che riflette parzialmente quello che la sta attorno, è usata come simbolo della mente umana che può contenere solo fino a un certo punto il mistero divino del creato.
A destra si vede un crocifisso, posto accanto a un calice per l'eucaristia e a un libro aperto delle Sacre Scritture. Sta su una base rialzata di un gradino, coperto da un pesante tappeto, e poggia un piede su un mappamondo (nello specifico si riconosce la fattura di Hendrick Hondius), a simbolo della sua universalità. Veste un abito bianco e blu, colori simbolo, rispettivamente, di purezza e di aspirazione al Paradiso; indossa inoltre una collana di perle, altro simbolo di verginità. Lo sfondo è poi occupato da una vigorosa rappresentazione della Crocifissione tra i dolenti in penombra (opera realmente riconosciuta come quella di Jacob Jordaens al Musée des Beaux-Arts di Rennes) e un pannello decorato finemente (forse in bronzo, o forse un ricamo dorato). Infine sul pavimento a riquadri in marmo bianchi e neri si vedono una mela e un serpente schiacciato da una pietra, evidenti richiami al peccato originale e all'estirpazione della tentazione.
Molti di questi elementi sono ripresi dall'Iconologia, libro di emblemi di Cesare Ripa, noto nei Paesi Bassi nella traduzione di Dirk Pietersz. Pers del 1644; sono reinterpretati però liberamente e corredati di altri, nuovi. Analogie si riscontrano anche con alcuni passi degli Esercizi spirituali di sant'Ignazio di Loyola.

## Stile
Secondo alcuni critici la composizione rivelerebbe un certo impaccio dovuto alla minore dimestichezza con temi allegorici, rispetto al consueto stile razionale dell'artista, fedele indagatore del reale. Nonostante ciò è innegabile la raffinatissima rappresentazione dei dettagli e la straordinaria resa luminosa, in grado di gareggiare con la nuova "pittura fine" in voga ad Amsterdam e Leida. Si tratta di una parziale adesione dell'artista allo stile "classico" olandese, che confermerebbe una datazione ai primi anni settanta del Seicento.